# Černčice, Náchod
Černčice là một làng thuộc huyện Náchod, vùng Královéhradecký, Cộng hòa Séc.